# تيد بلانشارد
تيد بلانشارد هو عازف كمان كندي، ولد في 12 ديسمبر 1929، وتوفي في 22 مايو 2014.